# Impôt de Bhagwati
L'impôt de Bhagwati est une proposition de taxe s'appliquant aux travailleurs qualifiés qui s'expatrient, et qui bénéficierait au pays d'origine de ces derniers.

## Description
Afin de lutter contre la fuite des cerveaux, l'économiste indien Jagdish Bhagwati  propose dans un article de 1972 de taxer les travailleurs qualifiés expatriés aux bénéfices de leurs pays pauvres d'origine. L'économiste souhaite par cet impôt de 10% sur 10 ans réconcilier le droit à l’émigration et le développement des pays pauvres.